# Photinainae
Photinainae es una subfamilia de insectos mantodeos perteneciente a la familia Mantidae.

## Géneros
- Tribu: Coptopterygini 
  - Géneros: Brunneria - Coptopteryx
- Tribu: Photinaini
  - Géneros: Cardioptera - Chromatophotina - Hicetia - Macromantis - Margaromantis - Metriomantis - Microphotina - Orthoderella - Paraphotina - Photina - Photinella